# Stare Pole
Stare Pole (Altfelde fino al 1945) è un comune rurale polacco del distretto di Malbork, nel voivodato della Pomerania.
Ricopre una superficie di 79,72 km² e nel 2004 contava 4 690 abitanti.

## Geografia antropica

### Frazioni
Il comune rurale di Stare Pole è formato da 12 sołectwa: Janówka, Kaczynos, Kikojty, Klecie, Kławki, Kraszewo, Królewo, Krzyżanowo, Stare Pole, Szlagnowo, Ząbrowo e Złotowo.
A questi vanno aggiunte altre località: Janowo, Kaczynos-Kolonia, Krasnołęka, Królewo Malborskie, Leklowy, Letniki, Parwark, Szaleniec, Zarzecze.